# NGC 1099
NGC 1099 is een balkspiraalstelsel in het sterrenbeeld Eridanus. Het hemelobject werd in 1886 ontdekt door de Amerikaanse astronoom Francis Preserved Leavenworth.

## Synoniemen
- PGC 10422
- ESO 546-15
- MCG -3-8-11
- HCG 21A
- IRAS02429-1754